# Ізвоареле (Олт)
Ізвоареле (рум. Izvoarele) — село у повіті Олт в Румунії. Входить до складу комуни Ізвоареле.
Село розташоване на відстані 126 км на захід від Бухареста, 22 км на південний схід від Слатіни, 57 км на схід від Крайови.

## Населення
За даними перепису населення 2002 року у селі проживали 1455 осіб, усі — румуни. Рідною мовою 1453 особи (99,9%) назвали румунську.